# Oligotrema lyra
Oligotrema lyra is een zakpijpensoort uit de familie van de Molgulidae. De wetenschappelijke naam van de soort werd in 1973  voor het eerst geldig gepubliceerd door het echtpaar Claude en Françoise Monniot.